# La Cloche Mountains
La Cloche Mountains är en bergskedja i Kanada.   Den ligger i provinsen Ontario, i den sydöstra delen av landet, 500 km väster om huvudstaden Ottawa. La Cloche Mountains ligger vid sjöarna  Grab Lake och House Lake.
I omgivningarna runt La Cloche Mountains växer i huvudsak blandskog.